# Darkest Dungeon
Darkest Dungeon ist ein Computer-Rollenspiel mit rundenbasierten Kämpfen und Rogue-like-Elementen aus dem Jahr 2016. Das Spiel wurde vom kanadischen Entwickler Red Hook Studios entwickelt. Am 8. Mai 2023 erschien der Nachfolger Darkest Dungeon 2.

## Handlung
Die Geschichte des Spiels beginnt mit Einladung an den Spieler, das Anwesen eines Vorfahren zurückzuerlangen, das von Banditen, Kultisten, Untoten und Tiermenschen übernommen wurde. Hierzu startet der Spieler mit einer Truppe Helden Expeditionen in die Ruinen des Anwesens und fördert den Wiederaufbau des nahen Dorfes. Die Erzählabschnitte des Spiels werden dabei von der markanten Stimme des Erzählers vorgetragen, eingesprochen von Synchronsprecher Wayne June. Er verkörpert den Vorfahren des Spielercharakters, kommentiert darüber hinaus aber auch die Aktionen des Spielers und trägt damit neben der düsteren, von H. P. Lovecraft inspirierten 2D-Grafik maßgeblich zur Atmosphäre des Spiels bei.
Im Spielverlauf wird deutlich, dass die Korrumpierung des Anwesens auf okkulte Rituale des Vorfahren zurückgehen, der versuchte mit vom Cthulhu-Mythos inspirierten Wesen Kontakt aufzunehmen.

## Spielprinzip
Das Spiel bietet Elemente anderer rundenbasierter Rollenspiele, wie etwa Levelanstieg der Helden, das Finden besonderer Ausrüstungsgegenstände, das Freischalten neuer Fähigkeiten. Ebenso kann über den Ausbau des Dorfs mit gefundenen Schätzen unabhängig vom Tod der Spielfiguren ein gewisser Fortschritt bewahrt werden.
Ein besonderes Spielelement ist die Modellierung von psychischen Effekten der Abenteuer auf die Helden. Dunkelheit, Todesangst während der Kämpfe und andere schreckliche Erfahrungen lassen den Stresslevel der Abenteurer langsam steigen. Wird er zu hoch, können einzelne Spielfiguren Psychosen wie Kleptomanie entwickeln, die zum Teil auch nach der Rückkehr ins sichere Dorf fortbestehen. Ultimativ kann Stress durch einen Herzinfarkt zum Tod der Spielfigur führen.
Zum Stressabbau dienen während des Abenteuers das Besiegen von Monstern oder besondere Aktionen der Helden, z. B. das Hochhalten von Bannern durch den Kreuzritter. Die Hauptmechanik zum Stressabbau sind jedoch nach dem Abenteuer das Wirtshaus (Trinken, Glücksspiel, Prostitution) und die Kirche (Beten, Meditieren, Flagellation).

## Erweiterungen
Für Darkest Dungeon erschienen insgesamt drei Downloaderweiterungen, die das Spiel um neue Dungeons, Gegnertypen und Spielweisen erweitern.
The Crimson Court spielt in einem von einer Seuche heimgesuchten Schloss („Der Hof“), dessen Bewohner in vampirähnliche Wesen verwandelt wurden. Eine neue Spielmechanik ist die Ergänzung des Stresslevels um den sogenannten Blutfluch, da auch die Spielfiguren an der Seuche erkranken können. Zudem enthält der DLC einen neuen Charakter und eine Reihe neuer Gebäude für den Ausbau des Dorfs.
The Color of Madness ist von der Kurzgeschichte Die Farbe aus dem All von H. P. Lovecraft inspiriert. Es erschien am 19. Juni 2018. Die letzte Erweiterung, The Butcher's Circus, erschien im Mai 2020 und brachte u. a. einen Arena-artigen PvP-Modus.

## Entwicklung
Director Chris Bourassa und Lead Designer Tyler Sigman lernten sich während ihrer gemeinsamen Zeit bei Backbone Entertainment kennen. Im Frühjahr 2013 beschlossen sie, gemeinsam ein Studio zu gründen. Nachdem die eigenen Ersparnisse aufgebraucht und ein Förderantrag an den Canadian Media Fund abgelehnt wurde, beschlossen sie eine Fanfinanzierung über die Crowdfundingplattform Kickstarter zu starten. Ursprünglich war ein Finanzierungsziel von 75.000 Dollar anvisiert, bis zum Ende der Kampagne kamen dann 313.000 € von mehr als 10.000 Unterstützern zusammen. Im Februar 2015 ging das Spiel auf der Vertriebsplattform Steam in den Early Access, der am 19. Januar 2016 beendet wurde.

## Brettspiel
2020 wurde ebenfalls auf Kickstarter ein Projekt gestartet, mit dem ein Brettspiel, basierend auf dem Computerspiel, unterstützt wird. Bei einem angestrebten Zielbetrag von 300.000 $ wurden von über 28.000 Unterstützern über 5,5 Mio. $ beigetragen. Die Auslieferung soll 2021 stattfinden.

## Rezeption
Das Spiel erhielt überwiegend positive Bewertungen, beispielsweise 84 von 100 Punkten auf Metacritic.

„Darkest Dungeon gelingt ein ähnlicher Geniestreich wie Dark Souls: Es macht die Siege so schwer, dass jeder erfolgreiche Schritt zum Freudenerlebnis wird, und es wirft Genrekonventionen über Bord. Hier zu gewinnen, ist der pure Nervenkitzel - extremer als in vielen aktuellen Rollenspielen.“

„Alleine für die Herangehensweise an die Thematik, wie sich Helden tatsächlich in monsterverseuchten Dungeons fühlen müssen, liebe ich Darkest Dungeon. Die geballte Atmosphäre, bestehend aus Grafikstil, markantem Sprecher und der ständigen Angst, aus den Latschen zu kippen, tut ihr Übriges. Dennoch hat bei mir mit der Zeit die Motivation etwas nachgelassen.
Damit meine ich aber nicht den Schwierigkeitsgrad, den ich als fordernd und mit den Zufallselementen auch mal als unfair empfand. Was mich stattdessen stört, ist eher, dass sich nach einiger Zeit doch vieles wiederholt. Ich hätte mir mehr Ereignisse oder gar Rätsel in den Dungeons gewünscht und eventuell auch komplexere Dungeon-Strukturen. Ohne echte Kampagne werden das Grinden und die Herausforderung zum Selbstzweck.“

Eine Woche nach der finalen Veröffentlichung meldete Red Hook Studios insgesamt 650.000 verkaufte Kopien des Spiels, einschließlich der Kickstarter- und Early-Access-Verkäufe. Bis Dezember 2017 stiegen diese auf zwei Millionen über alle Plattformen an.
Red Hook kündigte im Februar 2019 das Nachfolgespiel Darkest Dungeon 2 an. Das Spiel erschien am 8. Mai 2023 nach mehr als einem Jahr Early-Access-Phase.